# Carlos Peñaranda

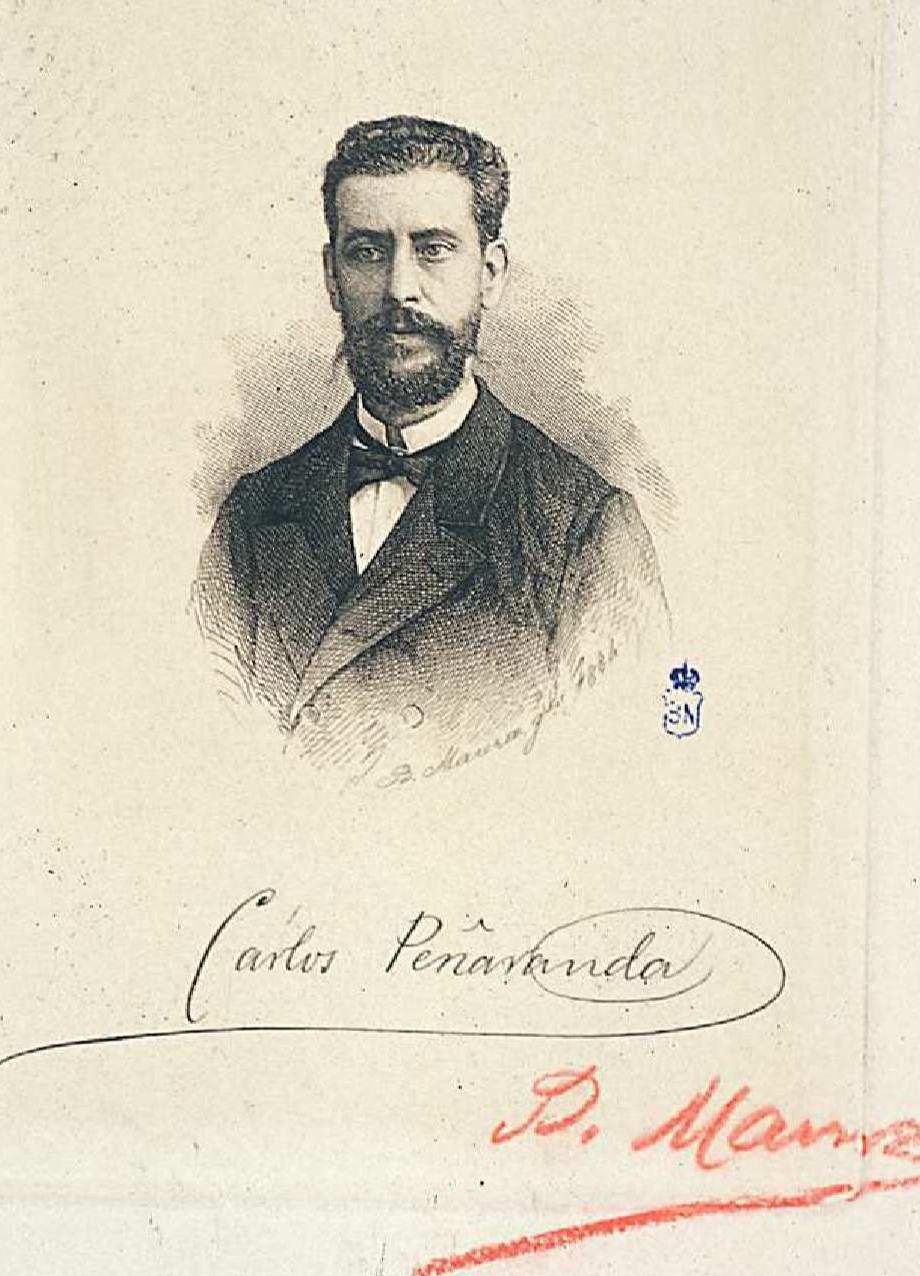
Carlos Peñaranda y Escudero, grabado de Bartolomé Maura Montaner. Biblioteca Nacional de España

Carlos Peñaranda y Escudero (Sevilla, 1848-Madrid, 1908) fue un poeta español.

## Biografía
Nació en 1848. Poeta lírico sevillano, desempeñó cargos administrativos en Puerto Rico, Filipinas y Madrid. A comienzos del siglo XX era inspector de hacienda. Redactor de la revista Gente Vieja, fue colaborador de publicaciones periódicas como La Ilustración Española, El Noticiero de Manila y perteneció desde 1900 a la Asociación de la Prensa de Madrid. Peñaranda, que destacó como poeta, si bien también escribió prosa y obras de teatro, falleció en 1908 en Madrid.
Estuvo en Puerto Rico 3 años como empleado de Hacienda regresando a España en 1885 y obteniendo al año siguiente otro empleo en Filipinas en cuyo Archipiélago estuvo dos veces, la última en calidad de Gobernador de la provincia de Pangasinán y Ordenador General de Pagos.